# Заєць Петро Петрович
Петро Петрович Заєць (нар. 28 квітня 1968 року в с. Дамаска Зіньківського району Полтавської області) — український співак. Народний артист України. Соліст-вокаліст чоловічого квартету «Гетьман».

## Життєпис
Петро Петрович Заєць народився 28 квітня 1968 року в с. Дамаска Зіньківського району Полтавської області.
Початкову школу закінчив у рідному селі Дамаска. 1983 року закінчив Ставківську Ставкове (Полтавський район) восьмирічну школу. 1985 року закінчив Човно-Федорівську Човно-Федорівка середню школу та вступив на підготовче відділення вокального факультету Харківського інституту мистецтв імені І. П. Котляревського. 
Строкову службу(1986-1988) проходив в Ансамблі пісні і танцю Київського військового округу, залишився на понадстрокову службу.
В 1995 році закінчив вокальне відділення (клас Сергія Козака — народного артиста України, потім — Михайла Дідика — народного артиста України) Київської державної консерваторії. Тенор.

## Творчість
1991 року Петро Заєць був серед засновників створеного квартету «Гетьман», який 1996 року перейшов до складу Зразково-показового оркестру Збройних Сил України. 1998 року ансамбль «Гетьман» перейшов до складу Центру культурних ініціатив при Міністерстві культури України.
З 2003 по 2006 роки П. П. Заєць був солістом Зразкового оркестру Почесної варти Збройних сил України.
З 2006 року Заєць П. П. — соліст-вокаліст Академічного ансамблю пісні і танцю Національної гвардії України.
З ансамблем «Гетьман» гастролювали в Австрії, Бельгії, Болгарії, Боснії-Герцоговині, Греції, Ізраїлі, Канаді, Німеччині, Польщі, Португалії, США, Франції, Швейцарії, Швеції та інших країнах світу.

## Громадська діяльність
Член Творчої спілки Асоціація діячів естрадного мистецтва України.(2001)
Займається доброчинною та волонтерською діяльністю.

## Нагороди і відзнаки
1996 — почесне звання «Заслужений артист України»
2000 — лауреат Міжнародної літературно-мистецької премії імені Г. Сковороди Міжнародна літературно-мистецька премія імені Григорія Сковороди
2002 — почесне звання «Народний артист України»
2005 — Почесна грамота Київського міського голови